# ويتولد رومان
ويتولد رومان (بالبولندية: Witold Roman)‏ (6 مارس 1967 بوارسو في بولندا - ) هو مدرب كرة الطائرة ولاعب كرة طائرة بولندي في مركز وسط ‏. شارك في الألعاب الأولمبية الصيفية 1996.

## وصلات خارجية
- ويتولد رومان على موقع دوري الدرجة الأولى الإيطالي للكرة الطائرة - رجال (الإيطالية)
- ويتولد رومان على موقع أوليمبيديا (الإنجليزية)
- ويتولد رومان على موقع اللجنة الأولمبية البولندية (مؤرشف) (البولندية)